# Subornazione

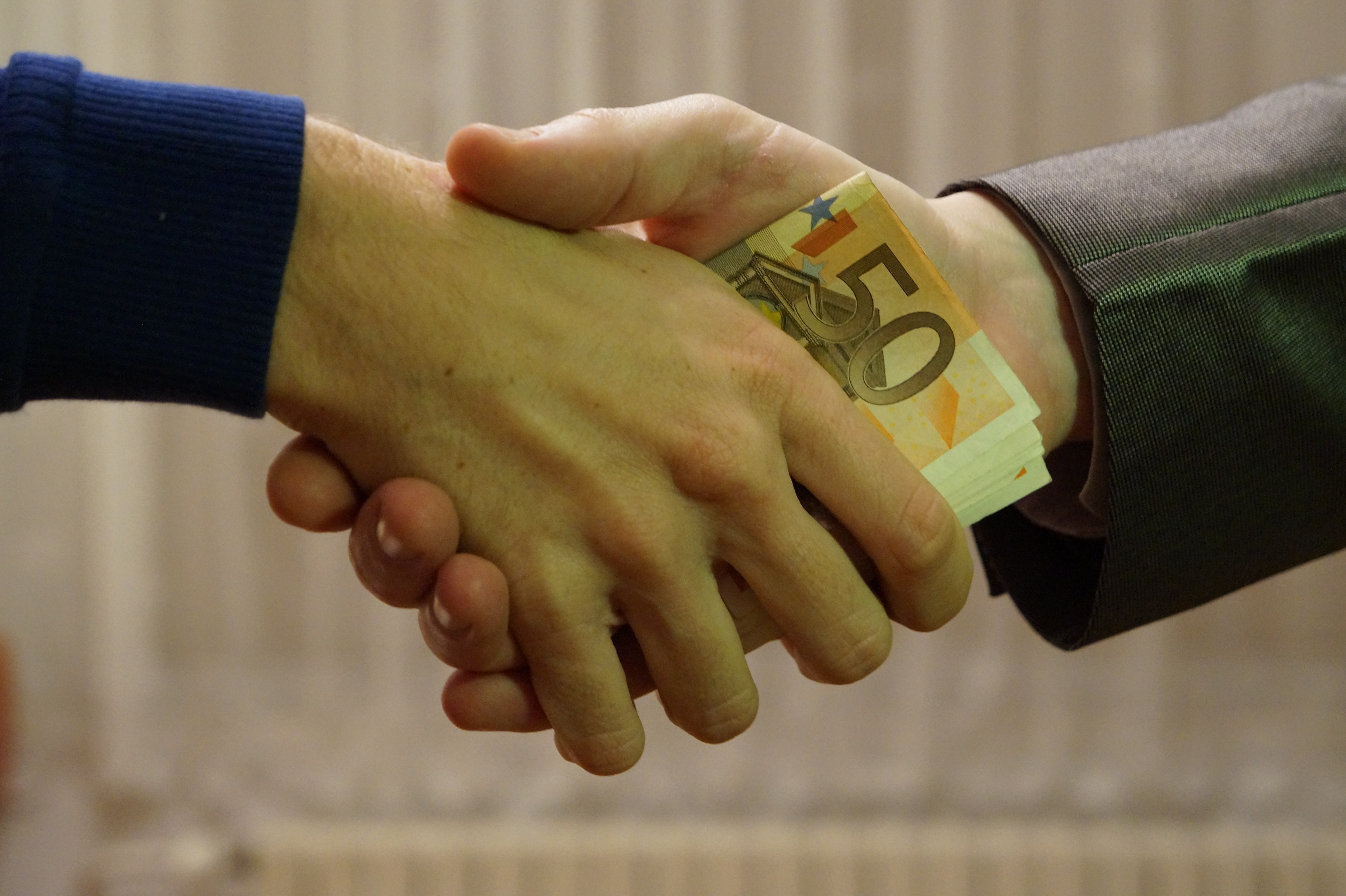
Subornazione

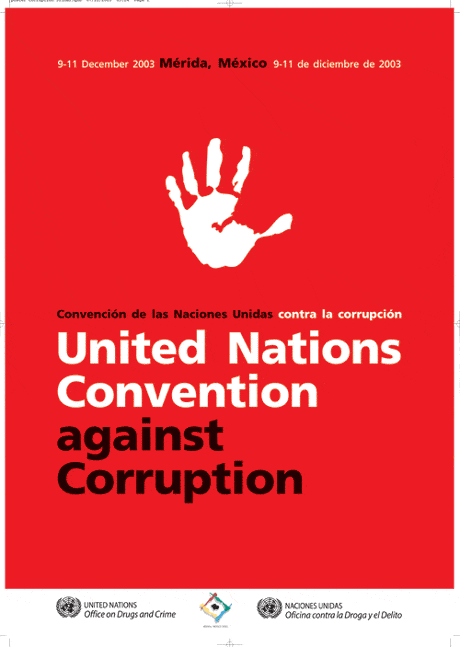
Convenzione delle Nazioni Unite contro la corruzione

La subornazione è l'atto di istigare taluno a venir meno ad un dovere cui è tenuto per legge o comunque per un obbligo socialmente rilevante. In molti ordinamenti, quando il dovere cui si istiga a venir meno è una prestazione dovuta per legge, è considerata un reato; tipicamente riguarda la prestazione di testimonianza e perciò la figura criminosa tipica è l'istigazione a prestare falsa testimonianza. Il delitto di subornazione di testimone richiede che la persona verso la quale è diretta l'opera del subornatore abbia acquistato, al momento dell'offerta o della promessa del denaro, la qualità di testimone. 
Generalmente il subornatore ricerca la condotta illecita del subornato attraverso l'allettamento mediante offerta o promessa di denaro o altra utilità; ma è oggetto di discussione in dottrina la configurabilità del reato se l'induzione viene commessa con minaccia o violenza, o comunque attraverso la rappresentazione della promessa di un danno ingiusto.

## La subornazione nel diritto italiano
Nel codice penale italiano la fattispecie è prevista dall'art. 377 (precedentemente "Subornazione", ora rubricato come "Intralcio alla giustizia") che recita:
Nel 2006 alla norma è stato aggiunto il riferimento alla violenza o minaccia nell'induzione:
Quest'aggiunta è talora chiamata "art. 377 bis".
Rigettando il ricorso avverso un provvedimento di restrizione cautelare intramuraria, la Corte di cassazione ha pertanto suffragato la ricorrenza della subornazione nella sua perpertrazione attraverso minaccia, nonché la configurabilità del tentativo.